# Palaď-Komarivci
Palaď-Komarivci, do roku 1945 jen Komarivci (ukrajinsky Паладь-Комарівці, maďarsky Palágykomoróc) je obec na Ukrajině, v Zakarpatské oblasti, v okrese Užhorod, v surtské vesnické komunitě. V roce 2020 zde žilo 834 obyvatel. Převážná část obyvatel je maďarské národnosti.
Částí obce Palaď-Komarivci jsou Mali Selmenci. V roce 2025 měla celá obec dohromady 1034 obyvatel.
Nedaleko obce prochází státní hranice se Slovenskem. Je to zároveň hranice Evropské unie. Na slovenské straně hranice je obec Ruská, kterou rovněž obývají převážně Maďaři. Do roku 1945 byly obce Komarivci a Ruská spojeny silnicí, nyní je uzavřena závorou a ostnatým drátem ze sovětských dob.

## Historie

### Palaď
První písemná zmínka o sídle pochází z roku 1325, kdy ves byla uvedena jako Polad. V roce 1910 zde žilo 342 převážně maďarských obyvatel. Až do uzavření Trianonské smlouvy byla ves součástí Uherska. Poté byla součástí okresu Veľké Kapušany na východním Slovensku, tj. v tehdejší Zemi Slovenské. V roce 1921 zde stálo 100 domů a žilo 453 obyvatel, z toho 22 Čechů a Slováků, 3 Rusíni, 398 Maďarů a 30 Židů. V roce 1930 zde žilo 506 obyvatel. V letech 1938 až 1944 byla ves (kvůli první vídeňské arbitráži) součástí Maďarska. Poté Palaď obsadil a anektoval Sovětský svaz.

### Komarivci
Komarivci (česky a slovensky Komárovce, maďarsky Palágykomoróc) byly až do uzavření Trianonské smlouvy součástí Uherska. Potom se staly součástí okresu Veľké Kapušany, tj. v tehdejší Zemi Slovenské. V letech 1938 až 1944 byla ves (kvůli první vídeňské arbitráži) součástí Maďarska. Poté Komarivci obsadil a anektoval Sovětský svaz.

## Pamětihodnosti
- Reformovaný kostel stojící na návrší uprostřed obce byl postaven ve 13. století ke cti svatého Michaela. V 15. století byl rozšířen v gotickém slohu. Od roku 1575 patří reformované církvi a v letech 1617, 1650, 1729, 1791 a 1895 byl renovován.

## Osobnosti
- Ivan Orlaj (1771 – 1829), lékař, pedagog, spisovatel, akademik